# Izzy Stradlin
Izzy Stradlin, született Jeffery Dean Isbell (Lafayette, Indiana, 1962. április 8. –) amerikai zenész, leginkább a Guns N’ Roses vezető dalszerzőjeként és ritmusgitárosaként (1985–1991) ismert.

## Diszkográfia

### Stúdióalbumok
| Cím                              | Kiadás ideje | Kiadó             |
| -------------------------------- | ------------ | ----------------- |
| Izzy Stradlin & the Ju Ju Hounds | 1992         | Geffen            |
| 117°                             | 1998         | Geffen            |
| Ride On                          | 1999         | Geffen            |
| River                            | 2001         | Sanctuary         |
| On Down the Road                 | 2002         | JVC – Victor      |
| Like a Dog                       | 2003         | Internetes kiadás |
| Miami                            | 2007         | Internetes kiadás |
| Fire, the acoustic album         | 2007         | Internetes kiadás |
| Concrete                         | 2008         | Internetes kiadás |

### Koncertalbum
| Cím                                   | Kiadás ideje | Kiadó  |
| ------------------------------------- | ------------ | ------ |
| Izzy Stradlin & the Ju Ju Hounds Live | 1993         | Geffen |

### Guns N’ Roses-szal
| Cím                       | Kiadás ideje | Kiadó       |
| ------------------------- | ------------ | ----------- |
| Live ?!*@ Like a Suicide  | 1986         | UZI Suicide |
| Appetite for Destruction  | 1987         | Geffen      |
| EP (Live from the Jungle) | 1987         | Geffen      |
| G N’ R Lies               | 1988         | Geffen      |
| Use Your Illusion I       | 1991         | Geffen      |
| Use Your Illusion II      | 1991         | Geffen      |
| Use Your Illusion         | 1998         | Geffen      |
| Live Era: ’87–’93         | 1999         | Geffen      |
| Greatest Hits             | 2004         | Geffen      |